# Kiamu

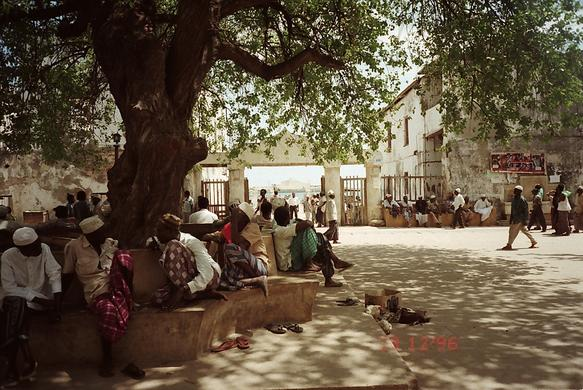
La grand-place de Lamu.

Le kiamu appartient au groupe des dialectes du Nord du swahili (ou kiswahili dans la langue-même). Le kiamu est parlé en tant que langue maternelle dans l'île de Lamu (Kenya) et ses environs insulaires et côtiers. L'ensemble des dialectes du swahili définit le groupe G42 (Swahili) dans la classification des langues bantu de Malcolm Guthrie.

## Histoire et influence
En tant que langue de culture et de civilisation, c'est le dialecte kiamu du kiswahili qui a fourni l'une des bases principales au développement d'une littérature classique écrite en caractères arabes (littérature ajemi) à partir du XVIIIe siècle. La plus ancienne composition connue écrite en kiswahili, un poème intitulé Kumsifu Yanga Ode à la femme arabe, remonte au XVIe siècle et est aussi apparentée linguistiquement au dialecte du Nord du kiswahili comme le kiamu. Le kiamu est également le principal dialecte swahili employé par le poète Mwengo pour composer l'épopée musulmane Utendi wa Tambuka qu'il achève en 1728 pour le compte du roi de l'île de Pate.